# Olivier Borios
Pour les articles homonymes, voir Borios.
Olivier Borios est un nageur français né le 23 juin 1959.
Il est membre de l'équipe de France aux Jeux olympiques d'été de 1980, prenant part au 100 mètres brasse, où il est éliminé en séries, ainsi qu'au relais 4x100 mètres quatre nages, terminant cinquième.
Il remporte le 100 mètres brasse et termine deuxième du 200 mètres brasse des Jeux méditerranéens de 1979.
Il est champion de France du 100 mètres brasse à dix reprises (hiver et été 1978, hiver et été 1979, hiver et été 1980, hiver et été 1981, hiver et été 1982) et du 200 mètres brasse à neuf reprises (hiver et été 1977, hiver et été 1978, hiver 1979, hiver et été 1980, hiver et été 1981).
En club, il a été licencié à l'EN Castres, au Cercle des nageurs d'Antibes, au Racing Club de France et au Toulouse Athletic Club (TAC), club auquel il entraîne actuellement.